# Nevio Pizzolitto
Nevio Pizzolitto (Montréal, 26 agosto 1976) è un ex calciatore canadese, di ruolo difensore.

## Palmarès

### Club

#### Competizioni nazionali
- Voyageurs Cup: 6

Montréal Impact: 2002, 2003, 2004, 2005, 2006, 2007
- Canadian Championship: 1

Montréal Impact: 2008